# Calidiopsis
Calidiopsis är ett släkte av skalbaggar. Calidiopsis ingår i familjen vivlar.
Kladogram enligt Catalogue of Life:
| Calidiopsis | \| \| Calidiopsis affinis \| \| \| \| \| \| Calidiopsis granosa \| \| \| \| \| \| Calidiopsis lineata \| \| \| \| \| \| Calidiopsis speciosa \| \| \| \| |
|             | \| \| Calidiopsis affinis \| \| \| \| \| \| Calidiopsis granosa \| \| \| \| \| \| Calidiopsis lineata \| \| \| \| \| \| Calidiopsis speciosa \| \| \| \| |
|             | Calidiopsis affinis |
|             | |
|             | Calidiopsis granosa |
|             | |
|             | Calidiopsis lineata |
|             | |
|             | Calidiopsis speciosa |
|             | |